# Именословное перстосложение

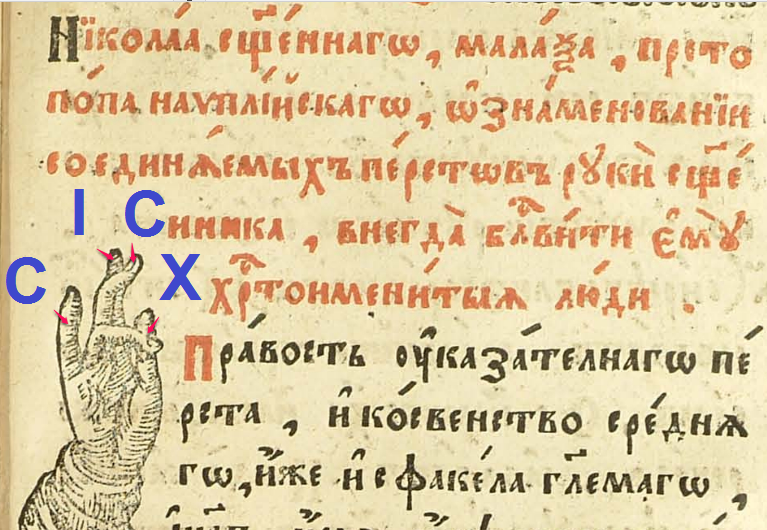
Именословное перстосложение, иллюстрация к сочинению Николая Малаксы из книги Скрижаль 1656 года издания (синие буквы и малиновые стрелочки добавлены в настоящее время для наглядности, и в самой книге отсутствуют)

Именосло́вное перстосложе́ние — особое сложение перстов, которое употребляется только архиереем или священником для благословения. Каждый палец при этом изображает букву греческого алфавита, что и составляет монограмму имени Иисуса Христа — IC ХС (указательный палец вытянутый, что составляет литеру I, средний слегка согнут и похож на литеру C, большой палец скрещивается с безымянным и получается литера X, мизинец приподнят и похож на литеру C. IC XC — Иисус Христос). Надпись имени Иисуса Христа на древнегреческом выглядят на иконах и в богослужебных книгах: Ιησούς Χριστός — I҃C X҃C.

## История именословного перстосложения
На древних иконах именословное перстосложение не встречается, встречается лишь двоеперстие или двоеперстие с поднятым вверх мизинцем (подушечки безымянного и большого пальца приставлены друг к другу). По всей вероятности, из последнего жеста и возникло именословное перстосложение, когда скрестили немного большой и безымянный палец. Описание и толкование именословного перстосложения, которое изложено выше, впервые появляется в сочинении греческого книгоиздателя и протопопа Навпаклийского Николая Малаксы, во второй половине XVI века, поэтому этот жест иногда называют малакса.

## Именословное и двуперстное перстосложение в России
В русской церкви до Раскола в XVII веке именословное перстосложение не практиковалось: архиереи и священники благословляли только двуперстно. На иконах преобладало также двуперстие. На Стоглавом соборе 1551 года было запрещено практиковать и изображать иное перстосложение, кроме как двуперстное:

А́ще кто две́ма персты́ не благословля́ет, я́коже Христо́с, или не вообража́ет двема́ персты́ кре́стного зна́мения, да бу́дет про́клят.

После церковных реформ патриарха Никона в среде новообрядцев именословное перстосложение стало единственным перстосложением для священнического благословения; двуперстие же было запрещено как подражание арменов Московским собором 1656 года и Собором 1666—1667 года, все крестящиеся двуперстно были объявлены соборно еретиками, отлучены от Отца, Сына и Святаго Духа и прокляты. В 1656 году было переведено и сочинение Николая Мала́ксы о именословном перстосложении, которое вошло в книгу «Скрижаль» под названием «О знаменова́нии соединя́емых персто́в руки́ священни́ка, внегда́ благослови́те ему́ христоимени́тые лю́ди».
В старообрядческих кругах именословное перстосложение интерпретируется как ораторский знак, обозначающий призыв ко вниманию (в обоснование такого мнения ссылаются на научные труды церковного историка Е. Е. Голубинского).